# شمسی (شهرستان چوی)
شمسی (به لاتین: Shamshy) یک منطقهٔ مسکونی در قرقیزستان است که در شهرستان چوی واقع شده‌است. شمسی ۷۹۵ نفر جمعیت دارد و ۱٬۲۱۹ متر بالاتر از سطح دریا واقع شده‌است.